# Fraternidade Presbiteriana e Reformada da Índia
A Fraternidade Presbiteriana e Reformada da Índia (em inglês Reformed and Presbyterian Fellowship of India) é uma organização ecumênica nacional, que reúne igrejas presbiterianas e reformadas continentais na Índia.
Foi constituída em 2001 e em 2019 era formada por 14 denominações membros.

## História
Em 1969, a Igreja Presbiteriana Reformada da Índia estabeleceu o Seminário Teológico Presbiteriano de Dehradun, que, diferente das outras instituições teológicas presbiterianas da Índia, rejeitava o liberalismo teológico e subscreve a Confissão de Fé de Westminster.
Nas décadas seguintes, várias denominações presbiterianas e reformadas continentais começaram a enviar seus pastores para treinamento no seminário. 
Essa formação de pastores de várias denominações no mesmo seminário levou a aproximação entre elas e a formação da Fraternidade Presbiteriana e Reformada da Índia em 2001.

## Membros
Em 2019, eram membros da Fraternidade:
| Sub-família denominacional | Denominação                                         | Comunhão          | Número de congregações | Número de membros | Ano       |
| -------------------------- | --------------------------------------------------- | ----------------- | ---------------------- | ----------------- | --------- |
| Presbiterianos             | Igreja Evangélica Presbiteriana de Siquim           | -                 | 120                    | 61.000            | 2018      |
| Presbiterianos             | Igreja Presbiteriana Reformada do Nordeste da Índia | CMIR e FRM e CIIR | 105                    | 11.376            | 2021      |
| Presbiterianos             | Igreja Presbiteriana na Índia (Reformada)           | FRM               | 50                     | 10.000            | 2015      |
| Presbiterianos             | Igreja Presbiteriana Reformada da Índia             | FRM e CIIR        | 10                     | 3.000             | 2004      |
| Presbiterianos             | Igreja Presbiteriana no Sul da Índia                | -                 | 70                     | -                 | 2020      |
| Presbiterianos             | Igreja Presbiteriana Livre de Kalimpong             | -                 | 47                     | -                 | 2018      |
| Presbiterianos             | Igreja Presbiteriana Livre da Índia                 | CIIR              | 18                     | 756               | 2021      |
| Presbiterianos             | Igreja Reformada Presbiteriana na Índia             | FRM               | 10                     | -                 | 2022      |
| Reformados continentais    | Fraternidade Cristã Reformada da Índia              | FRM               | 300                    | -                 | 2019      |
| Reformados continentais    | Igreja Reformada Evangélica da Índia                | FRM e CIIR        | 84                     | -                 | 2022      |
| Reformados continentais    | Igrejas Reformadas do Sul da Índia                  | -                 | 3                      | -                 | [ 15 ]    |
| Reformados continentais    | Igreja Protestante Reformada (Índia)                | -                 | -                      | -                 | -         |
| Reformados continentais    | Assembleia Reformada do Pacto (Índia)               | -                 | -                      | -                 | -         |
| Reformados continentais    | Igrejas Reformadas na África do Sul                 | -                 | -                      | -                 | -         |
| Total                      | Total                                               | Total             | 817                    | 86.132            | 2004-2024 |